# Malgassochaetus penicillatus
Malgassochaetus penicillatus is een keversoort uit de familie Chaetosomatidae. De wetenschappelijke naam van de soort is voor het eerst geldig gepubliceerd in 1982 door Menier & Ekis.